# Science Saru
Science Saru (株式会社サイエンスSARU?, Kabushiki-gaisha Saiensu SARU) è uno studio di animazione giapponese fondato il 4 febbraio 2013 dalla produttrice Eunyoung Choi e dal regista Masaaki Yuasa. Ha sede a Kichijōji (Tokyo). Il 23 maggio 2024 Toho ha annunciato aver rilevato lo studio, e che il trust sarà completato il 19 giugno 2024.

## Produzioni

### Serie televisive
- Super Shiro (2019-2020)
- Keep Your Hands Off Eizouken! (2020)
- Heike Monogatari (2021)
- Yurei Deco (2022)
- DanDaDan (2024)
- Sanda (2025)[3]
- The Ghost in the Shell (2026)[4]

### ONA
- Devilman Crybaby (2018)
- Japan Sinks: 2020 (2020)
- Tatami Time Machine Blues (2022)
- Scott Pilgrim - La serie (2023)

### Film
- Yoru wa mijikashi aruke yo otome, regia di Masaaki Yuasa (2017)
- Lu e la città delle sirene, regia di Masaaki Yuasa (2017)
- Ride Your Wave, regia di Masaaki Yuasa (2019)
- Inu-Oh, regia di Masaaki Yuasa (2021)
- I colori dell'anima - The Colors Within, regia di Naoko Yamada (2024)

### Collaborazioni
- Adventure Time – episodio 6x07 (2014; in co-produzione con Cartoon Network)
- Space Dandy – episodi 9 e 16 (2014; in co-produzione con Bones)
- Ping Pong the Animation (2014; in co-produzione con Tatsunoko Production)[5]
- Garo – episodi 1x13,1x25, 3x01 e 3x24, seconda opening della prima serie e opening della terza serie (2014-2018; in co-produzione con Mappa)
- Crayon Shin-Chan - Gachinko! Gyakushu no robo to-chan, regia di Wataru Takahashi (2014; in co-produzione con Shin-Ei Animation)
- O.K. K.O. Let's Be Heroes – episodi 1x01, 1x04 e 1x08 (2015; in co-produzione con Cartoon Network)
- Eiga Yo-Kai Watch: tanjō no himitsu da nyan!, regia di Shigeharu Takahashi e Shinji Ushiro (2014; in co-produzione con OLM)
- Crayon Shin-chan - Ora no hikkoshi monogatari saboten dai shūgeki, regia di Masakazu Hashimoto (2015; in co-produzione con Shin-Ei Animation)
- Taifū no Noruda, regia di Yōjirō Arai (2015; in co-produzione con Studio Colorido)
- Star Wars: Visions – episodi 1x06 e 1x09 (2021; in co-produzione con Lucasfilm)